# 谢德克尔克希
谢德克尔克希（羅馬化：Sedkyrkeshch）是俄罗斯科米共和国的市级镇，属瑟克特夫卡尔市。
该地2021年有人口1,820人；2010年人口1,999；2002年人口2,075；1989年人口2,412。